# Hiroki Waki
Hiroki Waki (født 20. februar 1993) er en japansk fodboldspiller.
Han har spillet for flere forskellige klubber i sin karriere, herunder Fujieda MYFC.